# Godzilla vs. Mechagodzilla II
Godzilla vs. Mechagodzilla 2 är en japansk film från 1993 regisserad av Takao Okawara. Det är den tjugonde filmen om det klassiska filmmonstret Godzilla.

## Handling
FN bygger roboten Mechagodzilla med förhoppningen att förgöra Godzilla.
Efter Mecha-King Ghidorahs fall i filmen Godzilla Vs King Ghidorah fiskas maskinhuvudet på den gyllene besten upp. Genom att studera framtides teknologi lyckades de med att skapa en maskinbest som skulle möta Godzillas värmestråle och slåss mot Godzilla med jämn styrka.

## Om filmen
Filmen hade världspremiär i Japan den 11 december 1993, den svenska premiären var på video i januari 1997.

## Rollista (urval)
- Masahiro Takashima - Kazuma Aoki
- Ryoko Sano - Azusa Gojo
- Megumi Odaka - Miki Saegusa
- Kenpachiro Satsuma - Godzilla
- Wataru Fukuda - Mechagodzilla